# South Palm Beach
South Palm Beach es un pueblo ubicado en el condado de Palm Beach en el estado estadounidense de Florida. En el Censo de 2010 tenía una población de 1.171 habitantes y una densidad poblacional de 1.569,88 personas por km².

## Geografía
South Palm Beach se encuentra ubicado en las coordenadas 26°35′30″N 80°2′16″O / 26.59167, -80.03778. Según la Oficina del Censo de los Estados Unidos, South Palm Beach tiene una superficie total de 0.75 km², de la cual 0.35 km² corresponden a tierra firme y (53.12%) 0.4 km² es agua.

## Demografía
Según el censo de 2010, había 1.171 personas residiendo en South Palm Beach. La densidad de población era de 1.569,88 hab./km². De los 1.171 habitantes, South Palm Beach estaba compuesto por el 97.78% blancos, el 0.43% eran afroamericanos, el 0.09% eran amerindios, el 0.77% eran asiáticos, el 0% eran isleños del Pacífico, el 0.26% eran de otras razas y el 0.68% pertenecían a dos o más razas. Del total de la población el 4.61% eran hispanos o latinos de cualquier raza.